# Inés Efron
Inés Efron (Ciutat de Mèxic, 21 de juny del 1985) és una actriu argentina de cinema. Va néixer a Mèxic, ja que els seus pares després del cop d'Estat que sacsejà Argentina l'any 1976 decidiren exiliar-se a aquest altre país. Així i tot es va criar a la localitat de San Martín, propera a Buenos Aires.
Ha estat guanyadora de diversos premis, sobretot per la gran interpretació que va fer a la pel·lícula argentina XXY, de la directora també argentina Lucía Puenzo. És l'actriu estrella d'aquesta jove directora de cine argentina amb qui ha interpretat el paper de protagonista al film El niño pez. Altres pel·lícules han estat Cerro Bayo, de Victoria Galardi, Glue d'Alexis Dos Santos, Medianeras, de Gustavo Taretto, La mujer sin cabeza de Lucrecia Martel, entre altres treballs. Els seus inicis començaren al teatre on interpretà junt amb Lola Arias en obres com Poses para dormir, Sueño con revólver, Temporariamente agotado i Demo d'Ignacio Sánchez Mestre.
Fins al moment ha interpretat papers amb fortes càrregues sexuals al darrere, a XXY interpreta Alex, una noia que pateix un cas d'intersexualitat, a El niño pez fa el paper de jove adolescent que s'enamora de la seua criada i juntes emprenen un llarg i mogut romanç, etc.

## Cinema
| Any  | Títol                                         | Personatge   | Director                           |
| ---- | --------------------------------------------- | ------------ | ---------------------------------- |
| 2006 | Parece la pierna de una muñeca (curtmetratge) |              | Jazmín López                       |
| 2006 | Glue                                          | Andrea       | Alexis Dos Santos                  |
| 2006 | Cara de queso -mi primer ghetto-              | Ruthi        | Ariel Winograd                     |
| 2007 | Hoy no estoy (corto)                          | Ella         | Gustavo Taretto                    |
| 2007 | XXY                                           | Alex         | Lucía Puenzo                       |
| 2007 | La mujer sin cabeza                           | Candita      | Lucrecia Martel                    |
| 2008 | Cómo estar muerto / Como estar muerto         |              | Manuel Ferrari                     |
| 2008 | El nido vacío                                 | Julia Vindel | Daniel Burman                      |
| 2008 | Amorosa soledad                               | Soledad      | Victoria Galardi & Martín Carranza |
| 2009 | El niño pez                                   | Lala         | Lucía Puenzo                       |
| 2010 | Cerro Bayo                                    | Inés         | Victoria Galardi                   |
| 2010 | Alas (pobre Jiménez)                          | Arlequina    | Ariel Martínez Herrera             |
| 2010 | Medianeras                                    | Ana          | Gustavo Taretto                    |
| 2011 | Verdades Verdaderas                           | Laura        | Nicolás Gil Lavedra                |
| 2012 | Días de Vinilo                                | Vera         | Gabriel Nesci                      |

## Premis
- Premis Clarín (2007):Millor revelació femenina i millor actriu (XXY)
- Premios Sur (2007): Millor actriu revelació (XXY)
- Premios Cóndor de Plata (2008): Millor actriu (XXY)
- Festival Internacional de cine de Cartagena (2008): Millor actriu (XXY)